# Камма Рахбек
Карен Маргрет «Камма» Рахбек (дан. Karen Margrethe «Kamma» Rahbek; 19 жовтня 1775, Копенгаген, Данія — 21 січня 1829, Фредеріксберг, Данія) — данська мисткиня та власниця салону.

## Біографія
Карен Маргрет Хегер народилася 19 жовтня 1775 року в місті Копенгаген, Данія, у сім'ї чиновника Ганса Хегера (дан. Hans Heger; 1747–1819) та Анни-Луїзи Дрюсен (дан. Anne Louise Drewsen; 1751–1799). У 1798 році вона одружилася з Кнудом Лайном Рахбеком. Її салон у будинку Баккехусет став культурним центром та місцем збору письменників Золотої доби Данії та вважався салоном для середнього класу, на відміну від більш аристократичних салонів Фредеріки Брюн і Шарлотти Шіммельманн.
Серед гостей її салону були Ганс Крістіан Андерсен, Пітер Олуф Брендштед, Пол Мартін Меллер, Н. Ф. С. Грундтвіг, Бернхард Северін Інгерманн, Йоган Людвіг Гейберг, Адам Готлоб Еленшлегер, Єнс Баггесен і Софі Ерстед. Камма Рахбег підтримували дружбу з письменниками Романтизму, а її чоловік — з моралістами.
Камма Рагбек померла 21 січня 1829 року в місті Фредеріксберг, Данія, у 53-річному віці. Вона похована на Стародавньому кладовищі Фредеріксберга. Будинок Баккехусет, який був салоном Рахбек, тепер є музеєм.
Її листи були опубліковані.